# Robert Daniel Conlon

Wappen von Robert Daniel Conlon

Robert Daniel Conlon (* 4. Dezember 1948 in Cincinnati, Ohio) ist ein US-amerikanischer Geistlicher und emeritierter römisch-katholischer Bischof von Joliet in Illinois.

## Leben

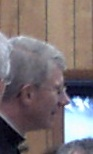
R. Daniel Conlon (2009)

Robert Daniel Conlon wuchs in Hyde Park, einem Stadtteil von Cincinnati auf. Am 9. März 1974 empfing er in der Kathedrale von Cincinnati die Diakonenweihe und war danach als Diakon in einer Kirchengemeinde tätig. Die Priesterweihe empfing er am 15. Januar 1977 durch den Erzbischof von Cincinnati, Joseph Bernardin.
Papst Johannes Paul II. ernannte ihn am 31. Mai 2002 zum Bischof von Steubenville. Die Bischofsweihe spendete ihm der Erzbischof von Cincinnati, Daniel Edward Pilarczyk, am 6. August desselben Jahres; Mitkonsekratoren waren Gilbert Ignatius Sheldon, emeritierter Bischof von Steubenville, und Sydney Anicetus Charles, Bischof von Saint George’s in Grenada. Sein Wahlspruch lautet Take Courage („Seid ermutigt“).
Am 17. Mai 2011 ernannte ihn Papst Benedikt XVI. zum Bischof von Joliet in Illinois. Die feierliche Amtseinführung fand am 14. Juli desselben Jahres statt. Am 4. Mai 2020 nahm Papst Franziskus das von Robert Daniel Conlon vorgebrachte Rücktrittsgesuch an.